# Hamad International Airport

i7
i11
i13
Der Hamad International Airport (arabisch مطار حمد الدولي, DMG Maṭār Ḥamad al-Duwalī, IATA-Code: DOH, ICAO-Code: OTHH) ist der internationale Verkehrsflughafen in Doha, der Hauptstadt Katars. Er ersetzt den ehemaligen Doha International Airport, der im Mai 2014 für den Linienverkehr geschlossen wurde. Ursprünglich sollte der damals noch New Doha International Airport genannte Flughafen 2009 eröffnet werden. Nach einer Serie von Verzögerungen wurde der Hamad International Airport am 30. April 2014 mit einem Erstflug von Qatar Airways vom alten zum neuen Flughafen eröffnet. Der volle Flugbetrieb wurde am 27. Mai 2014 aufgenommen.

## Geschichte
Da der bisherige Flughafen Doha International Airport an seine Kapazitätsgrenzen stieß, wurde bereits im Jahr 2006 rund fünf Kilometer weiter östlich mit der Konstruktion des Hamad International Airport begonnen, der Ende April 2014 in Betrieb ging. Die Eröffnung war für den 1. April 2013 geplant. Der geplante offizielle Eröffnungstermin sollte ursprünglich der Nationalfeiertag am 18. Dezember 2012 sein. Jedoch wurde die Inbetriebnahme kurz vor der feierlichen Eröffnung zum vierten Mal vertagt.
Der Flughafen wurde ab dem 1. April 2014 schrittweise in Betrieb genommen. Die ersten Fluggesellschaften waren Air Arabia, Air India Express, Biman Bangladesh Airlines, flydubai, Iran Air, Nepal Airlines, Pakistan International Airlines, RAK Airways, Syrian Arab Airlines und Yemenia. Zunächst wurden nur eine Start- und Landebahn und ein Terminalbereich (Concourse B) betrieben. Fluggesellschaften, die ihren Passagieren eine Lounge anbieten, blieben bis zu deren Fertigstellung am alten Flughafen.

## Bauarbeiten und Ausbau

Layout des Flughafens im Jahr 2015

Mit Kosten von 11 Milliarden US-Dollar entstand auf einer aufgeschütteten Fläche von 8,9 Quadratkilometern ein neuer Flughafen mit zwei überlangen Airbus-A380-tauglichen parallelen Start- und Landebahnen. Die überlangen Bahnen sind erforderlich, da im Sommer Temperaturen von bis zu 50 Grad Celsius herrschen. Höhere Umgebungstemperaturen reduzieren die maximal abrufbare Leistung von Flugtriebwerken. Auf diesen langen Bahnen können die Flugzeuge trotzdem voll beladen zu Langstreckenflügen starten.
In seiner ersten Ausbaustufe ab 2014 konnten bereits 29 Millionen Passagiere abgefertigt werden. In der dritten Ausbaustufe besitzt der Flughafen 62 Andockplätze, die 65 Millionen Passagiere/Jahr durchschleusen könnten. Die dritte Ausbaustufe wurde im März 2025 abgeschlossen.

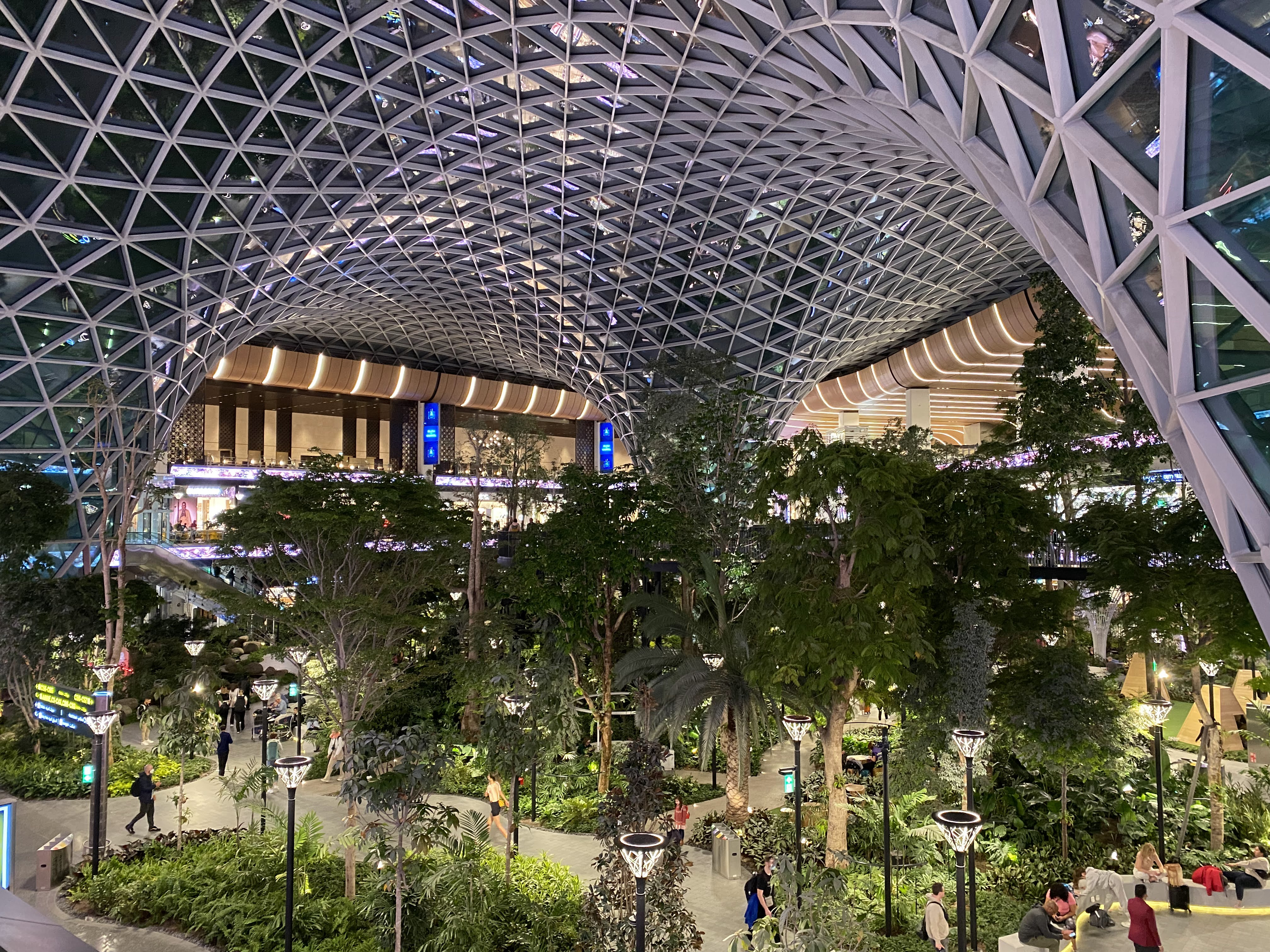
The Orchard, 2023

Ein Teil des bisherigen Ausbaus war der Bau eines tropischen Gartens, genannt The Orchard. Dieser eröffnete im Jahr 2022.

## Nutzung

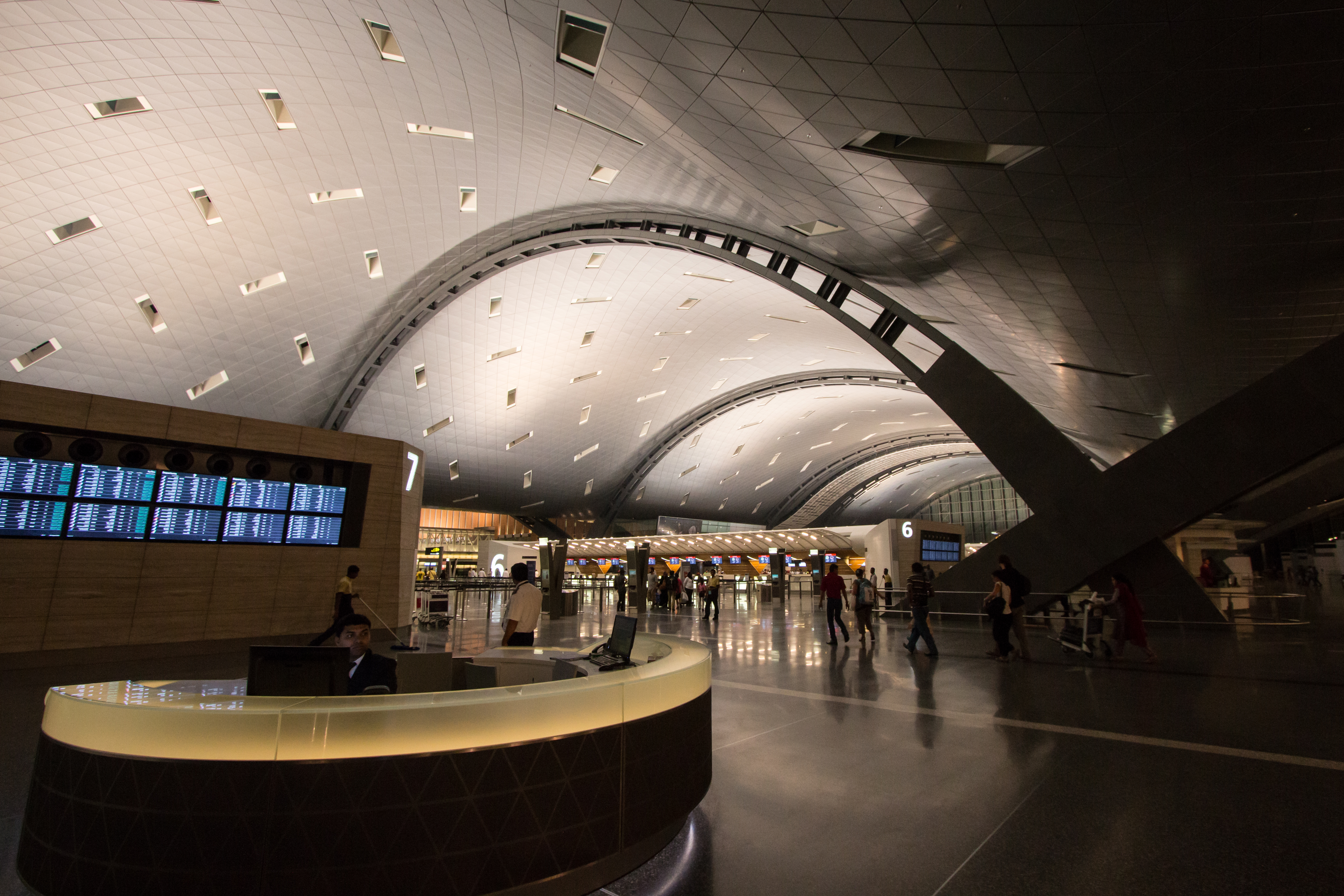
Abflughalle, 2014

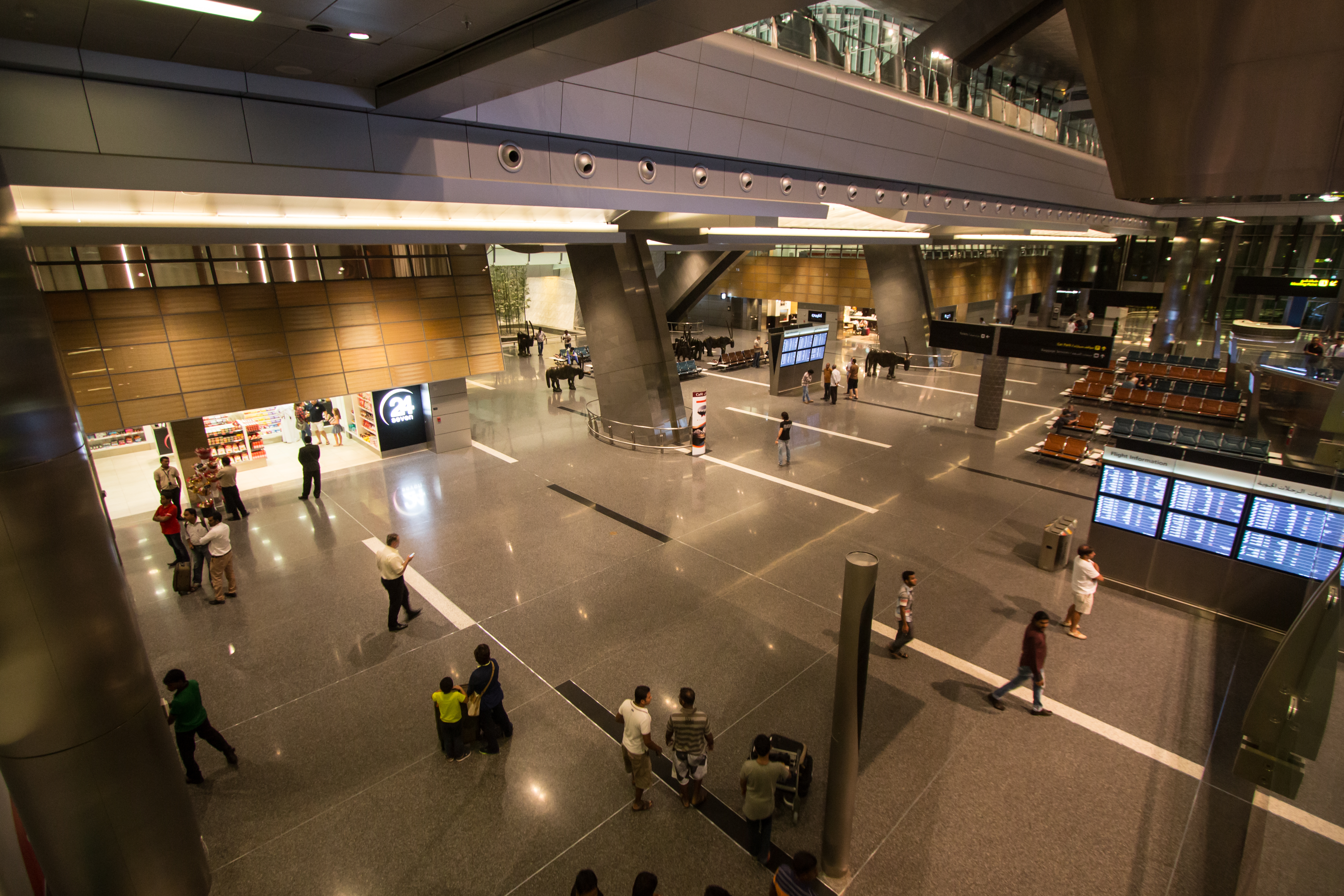
Ankunftsbereich, 2014

Die Kapazität des Flughafens übersteigt jeden Eigenbedarf des kleinen Landes. Stattdessen wird ein internationales Drehkreuz betrieben. Für ein solches war es ungewöhnlich, dass zwischenzeitlich verstärkt auf Bus-Boarding an den abseits gelegenen Stellplätzen in den Bereichen D und E gesetzt wurde. Das änderte sich erst, als die dritte Ausbaustufe abgeschlossen wurde. Die landeseigene Qatar Airways war zwischenzeitlich die weltweit am schnellsten wachsende internationale Fluggesellschaft. Hiermit setzt sich Doha mit dem im Ausbau befindlichen Flughafen Dubai-World Central und der Fluggesellschaft Emirates in Konkurrenz um die Transitpassagiere. Auf dieses Geschäftsmodell eines internationalen Drehkreuzes im Arabischen Raum setzen auch die Fluggesellschaften Etihad am Flughafen Abu Dhabi sowie in geringerem Maß Oman Air am Flughafen Maskat und Kuwait Airways am Flughafen Kuwait.
Ziele im deutschsprachigen Raum sind Hamburg, Berlin, Frankfurt, München, Düsseldorf, Wien und Zürich.

## Besonderheiten
Der Flughafen wurde vom Architekturbüro Hellmuth, Obata + Kassabaum geplant. Wie der vom gleichen Unternehmen geplante Hong Kong International Airport hat er ein Y-förmiges Flughafenterminal zwischen zwei parallelen Start- und Landebahnen. Der Flughafen ist auf einer künstlich erweiterten Halbinsel angelegt und wird von beiden Seiten über das Meer angeflogen, was die Lärmbelastung für die Stadt Doha reduziert.
Bei Start in Richtung Norden, bzw. bei Landung aus Richtung Norden hat man einen guten Blick auf den Containerhafen sowie die Skyline von Doha.
Der neue Flughafen lässt sich auch über die See erreichen. Eine rund 1,2 Kilometer lange Hafenlagune ist für kleinere Fährschiffe, Taxi- und Privatboote vorgesehen, von der Anlegestelle bis zum Terminal sind es nur kurze Wege.
Ein seilgezogener Cable Liner Shuttle verbindet seit 2016 die Hallen A und B über eine Distanz von rund 500 m Indoors mit den Hallen D und E mit einer Verfügbarkeit von 24 Stunden pro Tag.